# Kjærlighetens kjøtere
Pour plus de détails, voir Fiche technique et Distribution.
Kjærlighetens kjøtere (littéralement « les salopards de l'amour », traduit en anglais sous le titre de Zero Kelvin) est un film norvégien réalisé par Hans Petter Moland, sorti en 1995.

## Synopsis
En 1920 à Oslo, Henrik Larsen, poète en herbe, quitte sa petite amie pour passer un an au Groenland comme trappeur, en compagnie d'un marin et d'un scientifique. Cependant, Henrik se comporte en touriste.
Quand l'hiver arctique s'installe, les trois trappeurs sont piégés dans leur petite hutte et une relation amour/haine complexe et intense se développe entre le poète et le marin, quoique les deux hommes soient plus semblables qu'ils ne veulent l'admettre. Leur conflit se joue dans l'isolement au milieu de paysages arctiques incroyablement sombres.

## Fiche technique
- Titre : Kjærlighetens kjøtere
- Réalisation : Hans Petter Moland
- Scénario : Lars Bill Lundholm et Hans Petter Moland d'après le roman Larsen de Peter Tutein
- Musique : Terje Rypdal
- Photographie : Philip Øgaard
- Montage : Einar Egeland
- Production : Bent Rognlien
- Société de production : Norsk Film et Sandrews
- Pays :  Norvège et  Suède
- Genre : Drame
- Durée : 118 minutes
- Dates de sortie : 
  -  Norvège : 29 septembre 1995

## Distribution
- Stellan Skarsgård : Randbæk
- Gard B. Eidsvold : Henrik Larsen
- Bjørn Sundquist : Jakob Holm
- Camilla Martens : Gertrude
- Paul-Ottar Haga : l'officier
- Johannes Joner : l'homme d'affaires
- Erik Øksnes : le capitaine
- Lars Andreas Larssen : le juge
- Juni Dahr : la femme dans le parc
- Johan Rabaeus : l'homme dans le parc
- Frank Iversen : l'acheteur du poète
- Tinkas Qorfiq : Jane

### Lieux de tournage
- Le film a été tourné à Oslo et au Svalbard.